# Korjenonošci
Korjenonošci (Rhizopoda) su heterotrofni (hranu uzimaju iz okoliša) jednostanični organizmi. Pripadaju praživotinjama.
Nemaju stalan oblik tijela, već pružaju svoje izdanke u obliku korjenčića. Po tome su i dobili naziv. Korjenonošci mogu živjeti slobodno u moru i vodama na kopnu, dok su neki paraziti (nametnici). 

## Ameba
Ameba pripada korjenonošcima. Velika je oko 0,5 mm te se može zamijetiti golim okom. Membrana joj je glatka i polupropusna te sudjeluje u svim životnim procesima. Amebina citoplazma je gusta tekućina koja se neprestano kreće i za sobom vuće sve svoje stanične dijelove. Njezina jezgra upravlja radom stanice. Ameba se pokreće lažnim nožicama te njima obuhvaća čestice hrane i stvara hranidbeni mjehurić. Neprobavljene tvari izbacuje na bilo kojem mjestu membrane. Suvišnu vodu sa štetnim tvarina iz stanice izbacuju stezljivim mjehurićem.
Ameba se u nepovoljnim uvjetima začahuri. Obavije se ovojnicom koja ih štiti dok ne nastupe povoljni uvjeti.

## Krednjaci i zrakaši
Krednjaci i zrakaši su korjenonošci koji obično žive na morskom dnu, u mulju ili u planktonskim zajednicama. Na svojoj površini tijela oni grade ljušture od vapnenca ili kremena. Takve ljušturice taložile su se na morskim dnima puno milijuna godina te su tako nastale vapnene stijene.